# 沈瑞臨
沈瑞臨（1541年—？），字夢錫，浙江杭州府仁和縣人，民籍，明朝政治人物。

## 生平
萬曆四年（1576年）丙子科應天府鄉試第二十九名，萬曆五年（1577年）聯捷丁丑科會試第十六名，登三甲第一百七十二名進士。歷官行人司副，十年四月册封王府，累遷南京工部郎中，二十年九月升四川按察司佥事、分巡上川南道。

## 家族
曾祖沈銳，曾任南京刑部右侍郎 贈通議大夫；祖父沈儀，曾任府通判；父沈恩卿。母莫氏。慈侍下。